# 阿蒙蒂斯区

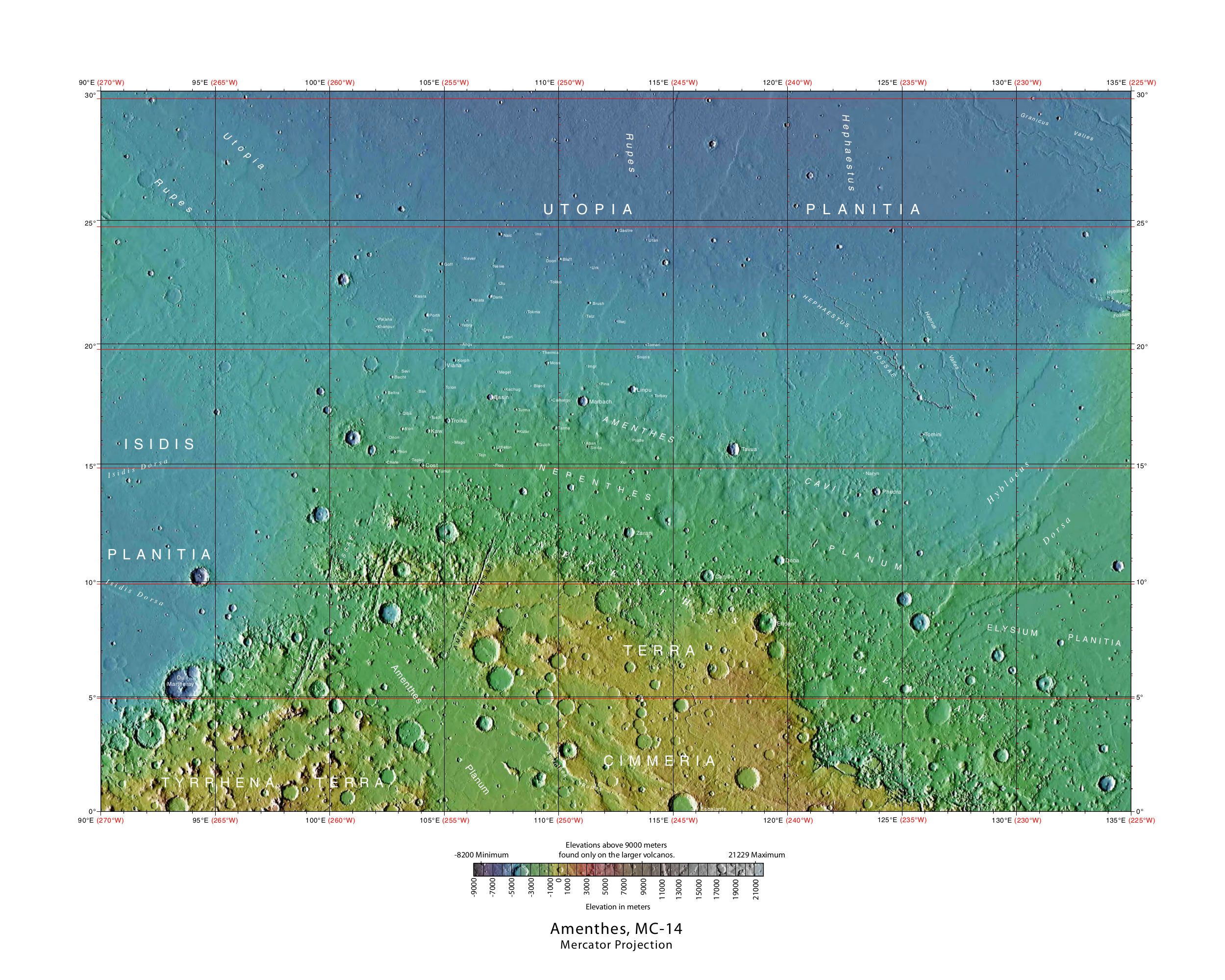
阿蒙蒂斯区

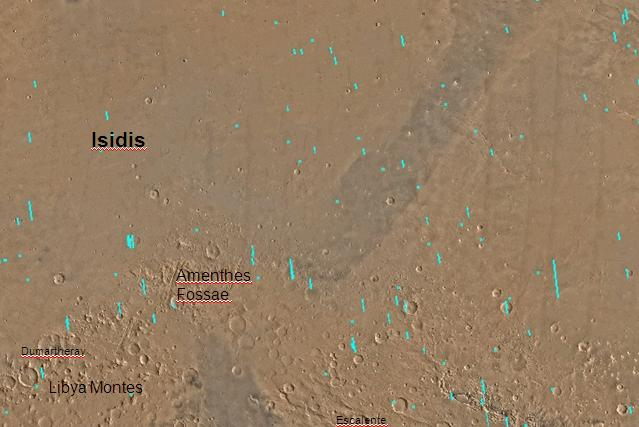
阿蒙蒂斯区

阿蒙蒂斯区（英語：Amenthes quadrangle）是美国地质调查局太空地质学研究计划（Astrogeology Research Program）对火星表面划分的30个区域之一，编号为MC-14。伊希地平原位于这一区域，火星侦察轨道器在此发现了碳酸镁，表明非酸性水曾存在于此。
阿蒙蒂斯区覆盖了火星西经225°至270°、北纬0°至30°的区域。